# PCMan File Manager
PCMan File Manager (PCManFM) là một trình quản lý file được phát triển bởi Hong Jen Yee đến từ Đài Loan là một sự thay thế cho Nautilus, Dolphin và Thunar. PCManFM là trình quản lý file chính thức cho LXDE, cũng được phát triển bởi cùng một tác giả kết hợp với các nhà phát triển khác. Từ năm 2010, PCManFM đã được viết lại từ đầu; làm lại các hướng dẫn, cài đặt và cấu hình đã bị thay đổi trong quá trình này.
Phát hành theo giấy phép GNU GPL, PCManFM là một phần mềm tự do. Nó tuân thủ các thông số kỹ thuật được đưa ra bởi Freedesktop.org cho khả năng tương tác.
Không hài lòng với GTK3, Hồng Jen Yee đã thử nghiệm với Qt vào đầu năm 2013 và phát hành phiên bản PCManFM dựa trên Qt đầu tiên vào 26 tháng 3 năm 2013. Ông cho biết, điều này không bắt nguồn từ GTK trong LXDE, ông cũng cho biết"các phiên bản Gtk+ và Qt sẽ cùng tồn tại".

## Tính năng
Các tính năng của PCManFM bao gồm:
- Hỗ trợ GVfs đầy đủ với truy cập liên thông cho các hệ thống tập tin từ xa (có thể xử lý sftp://, dav://, smb://... khi các gói phụ thuộc của gvfs được cài đặt.)
- Panel đôi
- Thumbnails của ảnh
- Quản lý Desktop - hiện thị wallpaper và desktop icons
- Bookmarks
- Đa Ngôn ngữ
- Duyệt theo tab (giống với Firefox)
- quản lý các phân vùng (mount/unmount/eject, Yêu cầu gvfs)
- Hỗ trợ kéo và thả
- Các file có thể được kéo qua lại giữa các tab
- Liên kết file (ứng dụng mặc định)
- Cung cấp các giao diện sau: icon, compact, detailed list, thumbnail, và cây thư mục ở sidebar bên trái